# Jean-Baptiste Voillot
Jean Baptiste Voillot, né le 5 avril 1766 à Beaune (Côte-d'Or), mort le 2 février 1848 à Beaune (Côte-d'Or), est un général de brigade de la Révolution française.

## États de service
Il entre en service le 28 août 1791, comme sous-lieutenant à la 6e compagnie du 1er bataillon de volontaires de la Côte d’Or, et le 24 août 1792, il est élu lieutenant-colonel commandant ce même bataillon.
De 1792 à 1793, il sert à l’armée de Belgique, et il participe au siège de Valenciennes de mai à juillet 1793.
Il est promu général de brigade le 7 octobre 1793, et il est affecté à l’armée des Alpes. Il commande la Tarentaise, en avril 1795, et il se distingue les 11 et 12 mai 1795, au combat du col de Monte, où avec 2 000 hommes, il réussit à franchir trois rangées de fortifications tenues par 18 canons, et à faire prisonnier 206 soldats autrichiens. 
En juillet 1795, il commande la 2e division de l’armée des Alpes, et il est réformé le 29 février 1796, pour cause de mauvaise vue.
Il meurt le 2 février 1848, à Beaune.

## Sources
- (en) « Generals Who Served in the French Army during the Period 1789 - 1814: Eberle to Exelmans »
- Charles Théodore Beauvais et Vincent Parisot, Victoires, conquêtes, revers et guerres civiles des Français, depuis les Gaulois jusqu’en 1792, tome 26, C.L.F Panckoucke, janvier 1822, 414 p. (lire en ligne), p. 235.
- (pl) « Napoléon.org.pl »
- Georges Six, Dictionnaire biographique des généraux & amiraux français de la Révolution et de l'Empire (1792-1814) Paris : Librairie G. Saffroy, 1934, 2 vol.